# Rick Joy
Pour les articles homonymes, voir Joy.
 (décembre 2023).
Si vous disposez d'ouvrages ou d'articles de référence ou si vous connaissez des sites web de qualité traitant du thème abordé ici, merci de compléter l'article en donnant les références utiles à sa vérifiabilité et en les liant à la section « Notes et références ».
Rick Joy est un architecte américain né en 1958 dans le Maine et travaillant à Tucson.
Son travail, basé sur la sensibilité aux paysages et à l'environnement désertiques, est à rapprocher de celui du plasticien James Turrell, ou d'autres architectes travaillent dans des zones arides ou désertiques (Glenn Murcutt, Frank Lloyd Wright avec Taliesin West particulièrement).
Rick Joy utilise pour ses constructions le pisé stabilisé au ciment et/ou la tôle d'acier brute, ce qui confère à ses constructions un aspect massif accentué par son design. Toutefois, les grandes surfaces vitrées et la qualité des finitions apporte une fluidité et une grande clarté aux espaces intérieurs. 

## Projets
- 1995-1997 : Convent Avenue Studios, Tucson (AZ)
- 1997 : Godat Design Studio, Tucson (AZ)
- 1997-1998 : Catalina House, Tucson (AZ)
- 1998-2000 : Tubac House, Tucson (AZ)
- 1998-1999 : 400 Rubio Avenue, Tucson (AZ)
- 1999-2002 : Casa Jax, Tucson (AZ)
- 2000-2001 : Tucson Moutain House, Tucson (AZ)
- 2000-2002 : Pima Canyon House, Tucson (AZ)
- 2001-2002 : Greer Cabin, Tucson (AZ)